# Над зозулиним гніздом (роман)
«На́д зозу́линим гніздо́м» («Політ над гніздом зозулі», англ. One Flew over the Cuckoo's Nest — дослівно: «Одна полетіла над зозулиним гніздом») — роман Кена Кізі. В основу твору ліг авторський досвід роботи у психіатричній лікарні, де проводили «ЛСД-сесії» та робили досліди із використанням сильнодіючих наркотиків.
Номер 58 у Рейтингу 100 найкращих книг усіх часів журналу Ньюсвік.
Роман написано в 1959 і опубліковано в 1962. У 1963 році Дейл Вассерман інсценізував твір на сцені Бродвею; у 1975 році за романом знято фільм, який здобув п'ять «Оскарів». Щотижневий американський журнал «Тайм» включив роман Кізі до «100 найкращих англомовних романів з 1923 року за версією „Тайм“». 

Назва роману походить від рядка дитячої лічилки, яку промовляє вождь Бромден, два рядки якої також винесені в епіграф:
|  | Фрагмент ... Полетіли гуси вслід: Хто на захід, хто на схід, Ну а третій — глянь ондо — Над зозулиним гніздом. Оригінальний текст (англ.) Tingle, tingle, tremble toes She's a good fisherman Catches hens Puts 'em in pens Some lay eggs. Some lay none. Wire, blier, limer lock Three geese inna flock One flew east, One flew west, One flew over the cuckoo's nest O-U-T spells out Goose swoops down and plucks you out |

## Сюжет
Події розгортаються в психіатричній палаті лікарні в Орегоні, і їх розповідає один із пацієнтів палати Бромден. Бромден — корінний американець, який представляє себе глухонімим, хоча ним не є. Він відчуває параною та часті галюцинації, включаючи густий туман, який затьмарює його сприйняття щоразу, коли персонал лікарні впливає на нього.
Історія розпочинається з того, що у лікарні з'являється новий пацієнт — Рендл Макмерфі, якого перевели з робочої ферми, де його агресивна поведінка відзначила його як потенційного психопата. Макмерфі швидко дізнається, що палата знаходиться під контролем медсестри Ретчед, головної медсестри палати, яка суворо дотримується низки, здавалося б, довільних правил.
Макмерфі робить парі з іншими пацієнтами, що зможе викрити вразливість Ретчед протягом тижня. Саме з цього починається боротьба за владу між Ретчед і Макмерфі, яка триває протягом усього роману. Спочатку Макмерфі просто висміює та ставить під сумнів правила та методи лікарні. Незабаром він використовує свою харизму, щоб переконати лікаря палати внести зміни всупереч волі Ретчед. Потім Макмерфі намагається змінити розклад, щоб пацієнти могли дивитися бейсбольну Світову серію; Ратчед відмовляється, навіть якщо більшість пацієнтів голосують за план. На знак протесту Макмерфі та інші сидять перед порожнім телевізором під час гри, а Ретчед робить їм зауваження.
Ретчед скликає нараду для обговорення Макмерфі. Наприкінці зустрічі вона розповідає про своє рішення залишити Макмерфі в палаті, а не перевести його, щоб дискредитувати його в очах інших пацієнтів. Одного разу Макмерфі розуміє, що, на відміну від тюремного вироку, дата його звільнення з лікарні залежить від рішення Ретчед. Він починає дотримуватися правил, що розчаровує однолітків по палаті, один з яких топиться. Коли Макмерфі дізнається, що більшість інших пацієнтів у палаті перебувають там за власним бажанням, він повертається до своєї неслухняної поведінки, навіть розбивши скло на станції медсестри після того, як Ретчед скасовує привілей.

Наступна ініціатива Макмерфі — організувати поїздку на риболовлю. Коли він запрошує інших пацієнтів приєднатися, Ретчед намагається їх налякати, але Макмерфі вдається заповнити список. Оскільки в день поїздки їм не вистачає водія, він також переконує лікаря палати прийти. По дорозі в океан пацієнти соромляться бути поміченими на публіці, але їх ставлення змінюється, коли вони ловлять рибу, і вони повертаються до лікарні з новознайденою впевненістю.
Ретчед впроваджує новий план дискредитації Макмерфі, показуючи, скільки грошей він заробив на риболовлі та азартних іграх. Бромден та інші почуваються зрадженими. Однак, коли Макмерфі вступає в бійку з одним із помічників палати, захищаючи іншого пацієнта, вони розуміють, що Макмерфі не керував жадібністю. Бромден приєднується до бійки, після чого його та Макмерфі тимчасово переводять у палату на верхньому поверсі, де розміщують більш нестабільних пацієнтів. Ретчед посилає їх обох на терапію електрошоком, але це не впливає на ставлення Макмерфі. Бромден виявляє, що одужує швидше, ніж будь-коли раніше.
Бромдена та Макмерфі вітають як героїв, коли вони повертаються до палати Ретчед. Кілька пацієнтів планують втечу Макмерфі, але він відкладає свій від’їзд, щоб влаштувати нічну вечірку, яка включає побачення між Біллі Біббітом, схожим на дитину чоловіком із заїканням, і Кенді, подругою Макмерфі, яка супроводжувала їх на риболовлі. Наступного дня після вечірки, яка залишає слід уламків по всій палаті, Макмерфі спить. Персонал збирає пацієнтів, коли знаходить докази нічної діяльності. Коли Ретчед знаходить Біллі одного в кімнаті з Кенді, вона погрожує розповісти матері Біллі, що сталося. Через кілька хвилин Біллі покінчує життя самогубством, і Ретчед звинувачує у цьому Макмерфі. Макмерфі намагається задушити Ретчед, але співробітники відтягують його.
Після цього більшість пацієнтів, які були близькі до Макмерфі, залишають лікарню. Ретчед повертається через тиждень із синцями та перев’язкою, але не може говорити. Через два тижні Макмерфі повертається у вегетативному стані після лоботомії. У якості акту милосердя, Бромден душить його, перш ніж втекти з лікарні у спосіб, який запропонував Макмерфі тижнями тому. Він планує відвідати ущелину річки Колумбія, де виріс.

## Персонажі
Рендл Патрік Макмерфі — робітник, азартний гравець, герой Корейської війни і шахрай, якого прийняли в палату з тюремної ферми Пенделтон з діагнозом психотик. Насправді небожевільний, він змінює палату й навчає інших ув’язнених ставити під сумнів свавілля та репресивну владу. Зрештою після нападу на медсестру Ретчед його було піддано лоботомії.
Медсестра Ретчед — «старша медсестра» і колишня армійська медсестра. Вона підтримує порядок, здійснюючи абсолютну владу над персоналом лікарні та її пацієнтами. Макмерфі порівнює свої методи з «промиванням мізків», яке використовували комуністи під час корейського конфлікту.
Вождь Бромден — висока людина зі змішаною індіанською та білою спадщиною. Він прикидається глухонімим, щоб захистити себе від сил Альянсу, який, на його думку, є механізованим суспільством, яке прагне узурпувати свободу та індивідуальність. Він душить Макмерфі після того, як медсестра Ретчед зробила йому лоботомію, і втікає з лікарні.
Біллі Бібіт — 31-річний чоловік, над яким домінує мати настільки, що він все ще неодружений і немає сексуального досвіду.
Чесвік — перший пацієнт, який прийняв бунтарську позицію Макмерфі. Після того, як Макмерфі починає поступатися владі, Чесвік топиться.
Сефельт і Фредеріксон — обидва чоловіки хворі на епілепсію. Сефельт відмовляється приймати ліки, тому що через це його ясна гниють і зуби випадають; Фредеріксон, з іншого боку, приймає подвійні дози.
Великий Джордж (Rub-a-Dub) — скандинавський колишній моряк із хворобливим страхом перед брудом. Він є капітаном човна під час риболовлі, і його страх перед клізмою змушує Макмерфі та Чіфа захищати його від афроамериканських лікарняних помічників.
Рятувальник — колишній футболіст, схильний до нападів агресивної поведінки. Він пояснює Макмерфі, що вони можуть бути звільнені лише тоді, коли Ретчед підпише їхні звільнення.
Полковник Маттерсон — прикутий до інвалідного візка пацієнт, який безперервно марить роз’єднаними метафорами.
Медсестра з родимкою — вічно налякана і приваблива молода медсестра. Вона захищається від передбачуваних погроз з боку Макмерфі, протестуючи проти того, що вона католичка, вказуючи на своє почуття провини та страх перед сексом.
Японська медсестра — один із прикладів жінки в романі, яка є посередником у двох крайнощах: «різачка м’яча» та повія. Вона не погоджується з методами медсестри Ретчед.
«Чорні хлопчики» (Вашингтон, Воррен і Гівер) — обрані медсестрою Ретчедом санітари через їхню ворожість і силу. За порядком у палаті вони стежать переважно погрозами пацієнтам та один одному.

## Відгук критиків
Український літературний критик Тетяна Белімова відгукнулася про роман Кена Кізі позитивно, порівнявши його романом Джерома Девіда Селінджера «Ловець у житі».

## Переклади українською
- Кен Кізі. Над зозулиним гніздом. Переклад з англійської: Наталя Тисовська. Київ: KM Books, 2017. 352 стор. ISBN 978-617-7489-00-8